# Lymphome B primitif du médiastin
 Mise en garde médicale
Le lymphome B primitif du médiastin (type thymique) est un type de lymphome B survenant dans le médiastin antérieur, d'origine thymique.
Il représente environ 7 % des lymphomes B diffus à grandes cellules (DLBCL) et est présumé originaire de lymphocytes B thymiques. Il s'observe surtout chez les sujets jeunes, avec un âge moyen d’environ 33 ans, un rapport femme/homme de 1 à 2,5. Il n'est pas associé au virus d'Epstein-Barr (EBV).

## Anatomie pathologique

### Immunohistochimie
- Marqueurs B positifs : CD19, CD20, CD22, CD79a.
- Marqueurs T négatifs: CD3-, CD5-
- CD10+/-, CD21-, CD25-
- CD30+/- (faible avec les méthodes standard).
- CD15-
- Bcl-2+ (30%)
- BCL6+

### Diagnostic différentiel
- Thymome : espaces repérés vasculaires, différenciation médullaire, corps de Hassal.
- Carcinome thymique : le CD45 (antigène leucocytaire commun ou CLA) est négatif dans les grandes cellules, y compris dans les formes lymphoépithéliales.
- Séminome
- Lymphome de Hodgkin
- Tumeur carcinoïde

Du fait des travées fibreuses, il peut être confondue avec un séminome ou un carcinome thymique indifférencié.